# 国際連合教育科学文化機関憲章
国際連合教育科学文化機関憲章（こくさいれんごうきょういくかがくぶんかきかんけんしょう、英: The Constitution of UNESCO）は、国際連合教育科学文化機関（ユネスコ）の設立根拠となる条約。略称はユネスコ憲章。

## 経緯
- 1945年11月16日 - ロンドンにてユネスコ憲章採択[1]。
- 1946年11月4日 - ユネスコ憲章効力発生。本部所在地パリ[1]。
- 1951年7月2日 - 日本が加盟[1]。

## 構成
以下の構成となっている。
- 前文
- 第1条	　目的及び任務
- 第2条	　加盟国の地位
- 第3条	　諸機関
- 第4条	　総会
- 第5条	　執行委員会
- 第6条	　事務局
- 第7条	　国内協力団体
- 第8条	　加盟国による報告
- 第9条	　予算
- 第10条　国際連合との関係
- 第11条　他の国際専門諸機関との関係
- 第12条　この機関の法的地位
- 第13条　改正
- 第14条　解釈
- 第15条　効力の発生

### 前文
下記の文章から始まる。
"この憲章の当事国政府は、その国民に代って次のとおり宣言する。
戦争は人の心の中で生れるものであるから、人の心の中に平和のとりでを築かなければならない。"